# Stelian Neagoe
Stelian Neagoe (n. 5 octombrie 1938, Geblești, România – d. 14 aprilie 2021, București, România) a fost un istoric român, autor al unui număr mare de studii istorice, îndeosebi legate de Unirea românilor. În capacitatea de editor al integralei amintirilor și jurnalelor lui Constantin Argetoianu, este unul dintre cei mai mari specialiști în viața și opera acestuia, fiind și autorul unei monografii apărute în 2012, cu titlul Politică și destin. Constantin Argetoianu.
După Revoluția din 1989 a editat de asemenea o serie de memorii sau lucrări istorice ale unor alți oameni politici din istoria modernă a României, cum ar fi Barbu Catargiu, Regele Carol I, Ion Gh. Duca, Raoul Bossy, Alexandru Marghiloman, Titu Maiorescu, Ion Nistor, Gheorghe Tătărescu și alții.

## Biografie
Stelian Neagoe s-a născut la data de 5 octombrie 1938, satul Geblești (județul Dolj). A absolvit Școala Normală de Învățători din Craiova (1952-1956) și apoi Facultatea de Istorie din cadrul Universității din București (1960-1965). A obținut apoi titlul științific de Doctor în Istorie.
După absolvirea facultății (august 1965), a lucrat ca cercetător științific la Institutul de Studii Istorice și Social-Politice din București până în aprilie 1990 când Institutul s-a desființat. Din mai 1990, a lucrat la nou-înființatul Institut de Teorie Socială al Academiei Române, deținând și funcția de director al acestuia.
Stelian Neagoe a fost autor și editor de studii și lucrări științifice, de cultură istorică. În anul 1994 înființează Editura Machiavelli, al cărui director a si devenit. A fost coordonator al importantei lucrări științifice Enciclopedia istoriei politice a României (1859-2002) (Ed. ISPRI, București, 2003).
Prof. dr. Stelian Neagoe a lucrat ca cercetător științific la Institutul pentru Științe Politice și Relații Internaționale al Academiei României, Departamentul de Științe Politice. În paralel, a colaborat cu articole pe teme istorice la "Jurnalul Național".
A fost membru al PUNR (Partidul Unității Naționale Române), îndeplinind funcția de secretar general adjunct și președinte al Filialei Sectorul II al PUNR București.

## Lucrări publicate
Dintre lucrările științifice publicate de către Stelian Neagoe, menționăm următoarele:
- Nicolae Codreanu (Ed. Politică, București, 1970);
- Ctitori de școală românească (1971) - în colaborare;
- Comitetul național antifascist din România (Ed. Politică, București, 1973) - coautor;
- Triumful rațiunii împotriva violenței (viața universitară ieșeană interbelică) (Ed. Junimea, Iași, 1977);
- Viața universitară clujeană interbelică, 2 vol. (Ed. Dacia, Cluj, 1980);
- Ani de luptă comunistă. 1933-1944 (Ed. Politică, București, 1982) - coautor;
- Marea Unire a românilor în izvoare narative (1984);
- Pagini din cartea rezistenței naționale antifasciste și antiimperialiste a poporului român (1985);
- Istoria Unirii românilor, vol. I. De la începuturi la Cuza Vodă (Ed. Științifică și Enciclopedică, București, 1987);
- Bătălia pentru Bucovina (Timișoara, 1991);
- Cazul Barbu Catargiu - O crimă politică perfectă (Ed. Scripta, București, 1992);
- Istoria Unirii românilor, vol. II. De la Cuza Vodă Întemeietorul la Ferdinand I Întregitorul (Ed. Diogene, București, 1993);
- Doctrina țărănistă în România. Antologie de texte (Editura Noua Alternativă, București, 1994) - în colaborare;
- Istoria guvernelor României  de la începuturi - 1859 până în zilele noastre - 1995 (Ed. Machiavelli, București, 1995);
- Istoria politică a României între anii 1944-1947: Crestomația tradiției dintre două dictaturi (Ed. Noua Alternativă, București, 1996);
- Gândirea politică - ieri și azi (Ed. Institutului de Teorie Socială, București, 2000) - coordonator;
- Enciclopedia istoriei politice a României (1859-2002) (Ed. ISPRI, București, 2003) - coordonator;
- Cazul Gheorghe Tătărescu - Plata și răsplata "tovarășilor de drum" (Ed. Machiavelli, București, 2003);
- Istoricii români de azi. Mică enciclopedie (Ed. Machiavelli, București, 2003);
- Oameni politici români - enciclopedie (Ed. Machiavelli, București, 2007).[6]